# Sätofta
Sätofta est une localité de Suède dans la commune de Höör en Scanie.
Sa population était de 1 348 habitants en 2010.